# بروس رامزي (ممثل)
بروس رامزي هو ممثل كندي، ولد في 31 ديسمبر 1966 في مونتريال في كندا.

## وصلات خارجية
- بروس رامزي على موقع IMDb (الإنجليزية)
- بروس رامزي على موقع ميتاكريتيك (الإنجليزية)
- بروس رامزي على موقع روتن توميتوز (الإنجليزية)
- بروس رامزي على موقع ألو سيني (الفرنسية)
- بروس رامزي على موقع أول موفي (الإنجليزية)
- بروس رامزي على موقع قاعدة بيانات الفيلم (الإنجليزية)